# مارتا ماريرو
مارتا ماريرو (بالإسبانية: Marta Marrero)‏ مواليد 16 يناير 1983 في لاس بالماس دي غران كناريا، إسبانيا، هي لاعبة كرة مضرب إسبانية سابقة بدأت مسيرتها كمحترفة سنة 1998 وكانت تلعب باليد اليمنى، اعتزلت اللعب في 2010. أعلى تصنيف لها في الفردي كان المركز الـ 47 في سنة 2004.

## الخط الزمني للفردي
مفتاح
| ف | ن | ن.ن | ر.ن | د# | د.م | ل | أ.أ | ت | غ | ب | ف | ذ | م.خ | ل.ت |

(ف) فاز بالبطولة (ن) وصل النهائي (ن.ن) نصف النهائي (ر.ن) ربع النهائي (د#) الأدوار الأربعة الأولى (د.م) دور المجموعات (ل) شارك في كأس ديفيز (أ.أ) خرج من الأدوار الاولى (ت) خسر التصفيات التأهيلية (غ) غاب عن الحدث أو البطولة (ب) حصل على ميدالية برونزية (ف) حصل على ميدالية فضية (ذ) حصل على ميدالية ذهبية (م.خ) بطولة الماسترز خُفضت إلى مرتبة أقل (ل.ت) البطولة لم تعقد في السنة المعينة.
لتجنب الارتباك وازدواجية الحساب، يتم تحديث هذه المعلومات إما في نهاية البطولة، أو عندما تكون مشاركة اللاعب في البطولة قد انتهت.
| الدورة               | 2000 | 2001 | 2002 | 2003 | 2004 | 2005 | 2006 | 2007 | 2008 | 2009 | إجمالي ف/م | إجمالي ف/خ |
| -------------------- | ---- | ---- | ---- | ---- | ---- | ---- | ---- | ---- | ---- | ---- | ---------- | ---------- |
| أستراليا المفتوحة    | q1   | د4   | د2   | د2   | د1   | د1   | -    | -    | -    | -    | 0 / 5      | 5–5        |
| فرنسا المفتوحة       | ر.ن  | د3   | د2   | د1   | د2   | د1   | -    | -    | q1   | -    | 0 / 6      | 8–6        |
| ويمبلدون             | q2   | د2   | د2   | د1   | د1   | د1   | -    | -    | -    |      | 0 / 5      | 2–5        |
| أمريكا المفتوحة      | د1   | د1   | د1   | د1   | د1   | د1   | -    | q2   | -    |      | 0 / 6      | 0–6        |
| جراند سلام فوز-خسارة | 4–2  | 6–4  | 3–4  | 1–4  | 1–4  | 0–4  | -    | -    | -    | -    | بلا        | 15–22      |

- إجمالي ف / م = إجمالي الفوز والمشاركة
- إجمالي ف/خ = إجمالي الفوز والخسارة

## روابط خارجية
- مارتا ماريرو على موقع رابطة محترفات التنس (الإنجليزية)
- مارتا ماريرو على موقع الاتحاد الدولي لكرة المضرب (الإنجليزية)
- مارتا ماريرو على موقع كأس بيلي جين كينغ (الإنجليزية)
- مارتا ماريرو على موقع خلاصة التنس.كوم (الإنجليزية)
- مارتا ماريرو على موقع إي إس بي إن.كوم (الإنجليزية)